# 折鶴

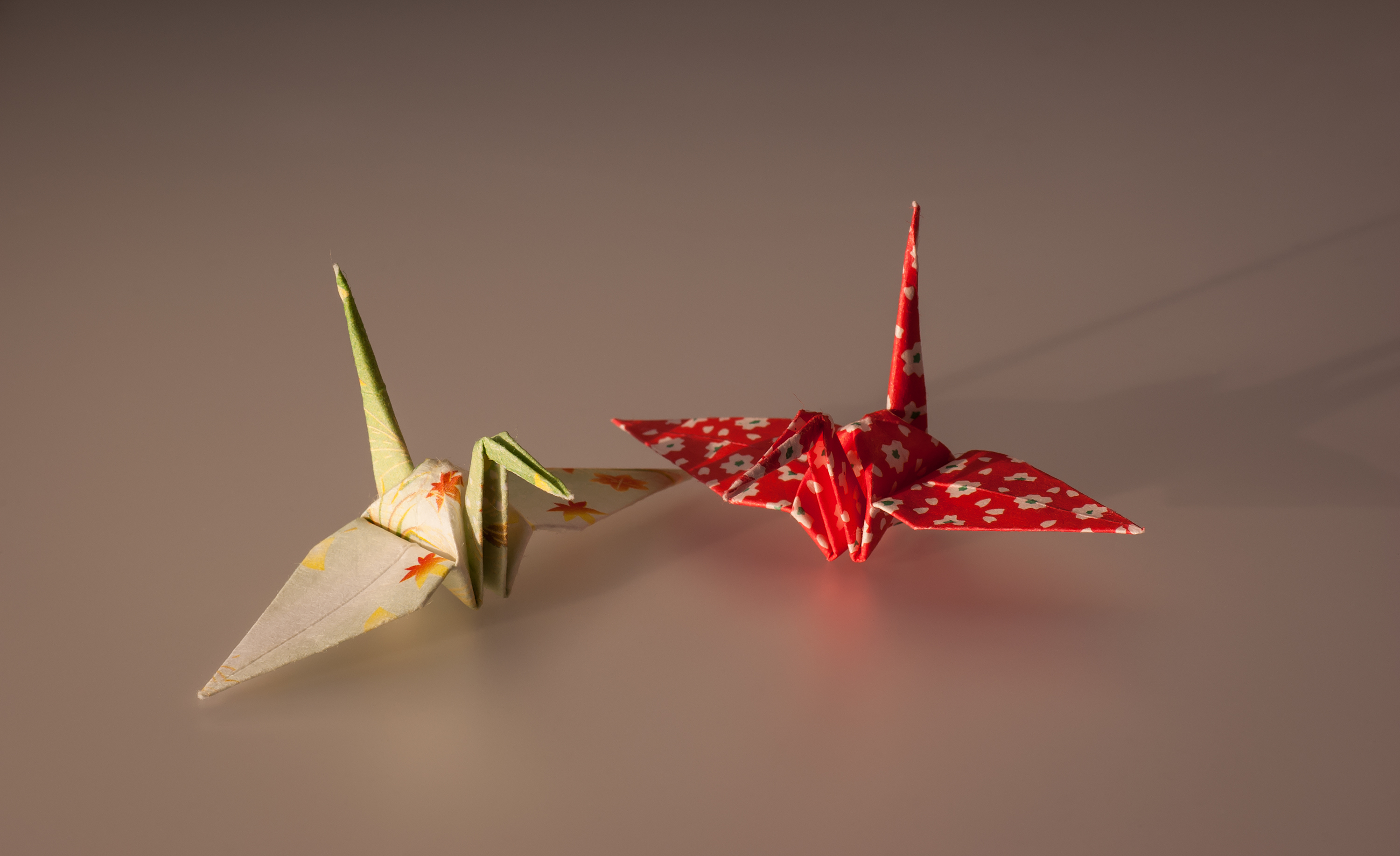
折鶴

折鶴（おりづる、折り鶴）は、正方形の紙を折って鶴に似せた形に作るもので、折り紙の一種。最もポピュラーな作品のひとつであり、折り方も簡単なため多くの世代に知られている。初心者向けの折り紙本の多くには作り方が掲載されている。
1枚の紙に切り込みを入れて、多数の折鶴を完全に切り離さずにくっついた状態で折る「連鶴」や、単体の折鶴を多数折って繋げていく「千羽鶴」などもある。他に尻尾を引っ張ることで羽を動かすものもある。また、折り終えた際に鶴の下部に息を吹き込むことで、胴体部分を膨らませることができる。
広島の七夕や仙台七夕などでは、七夕飾りの一つとして折り鶴を用いる。

## 歴史

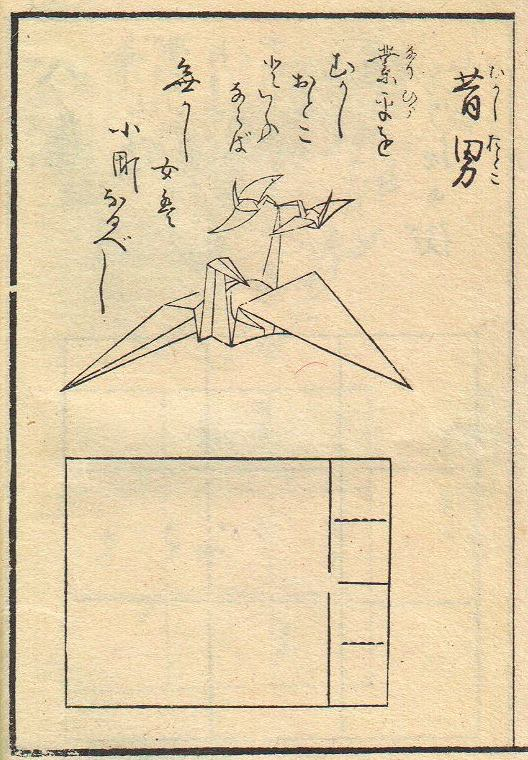
『秘伝千羽鶴折形』より「昔男」

折鶴が文献に現れるのは江戸時代であり、井原西鶴の1682年に出版された『好色一代男』の中で、主人公の世之介が「比翼の鳥のかたち」をした「をり居（おりすえ）」をつくるという記述がある。ただし『好色一代男』では図や絵がなく文章のみで書かれているため、「比翼の鳥」の折り紙がどのようなものなのかは定かではない。はっきりと折鶴が描かれるのは1700年に出版された『當流七寶 常盤ひいなかた』である。そのひいなかたの中の121番「落葉に折鶴」の項に、着物の模様として折鶴が描かれている。
その後、折鶴を発展させた連鶴が誕生した。明確な形で連鶴が記載されているのは1797年に京都で出版された『秘伝千羽鶴折形』である。しかし1800年前後の複数の錦絵（浮世絵）には連鶴と思しき連なった鶴が描かれており、『秘伝千羽鶴折形』以前から連鶴が存在していたと考えられている。具体的には、少なくとも18世紀後半には江戸で連鶴が折られていたと考えられる。
『秘伝千羽鶴折形』はその後その存在が忘れ去られていたが、1957年に吉澤章が国際折紙研究会の機関紙「O・T通信」で発表し、更に同年の『週刊朝日』の書評欄で紹介されたことにより、一般の人にも広く知られることとなった。
折り鶴を1000羽作り、糸で束ねたものを千羽鶴という。現在折り鶴や特にこの千羽鶴を、幸福祈願、災害慰安、病気快癒・長寿などの願いをこめて、寺社に贈ったり、被災者や入院患者へ贈ったりする習慣がある。この理由の一つには「鶴は千年、亀は万年」という慣用句があることがあげられる。

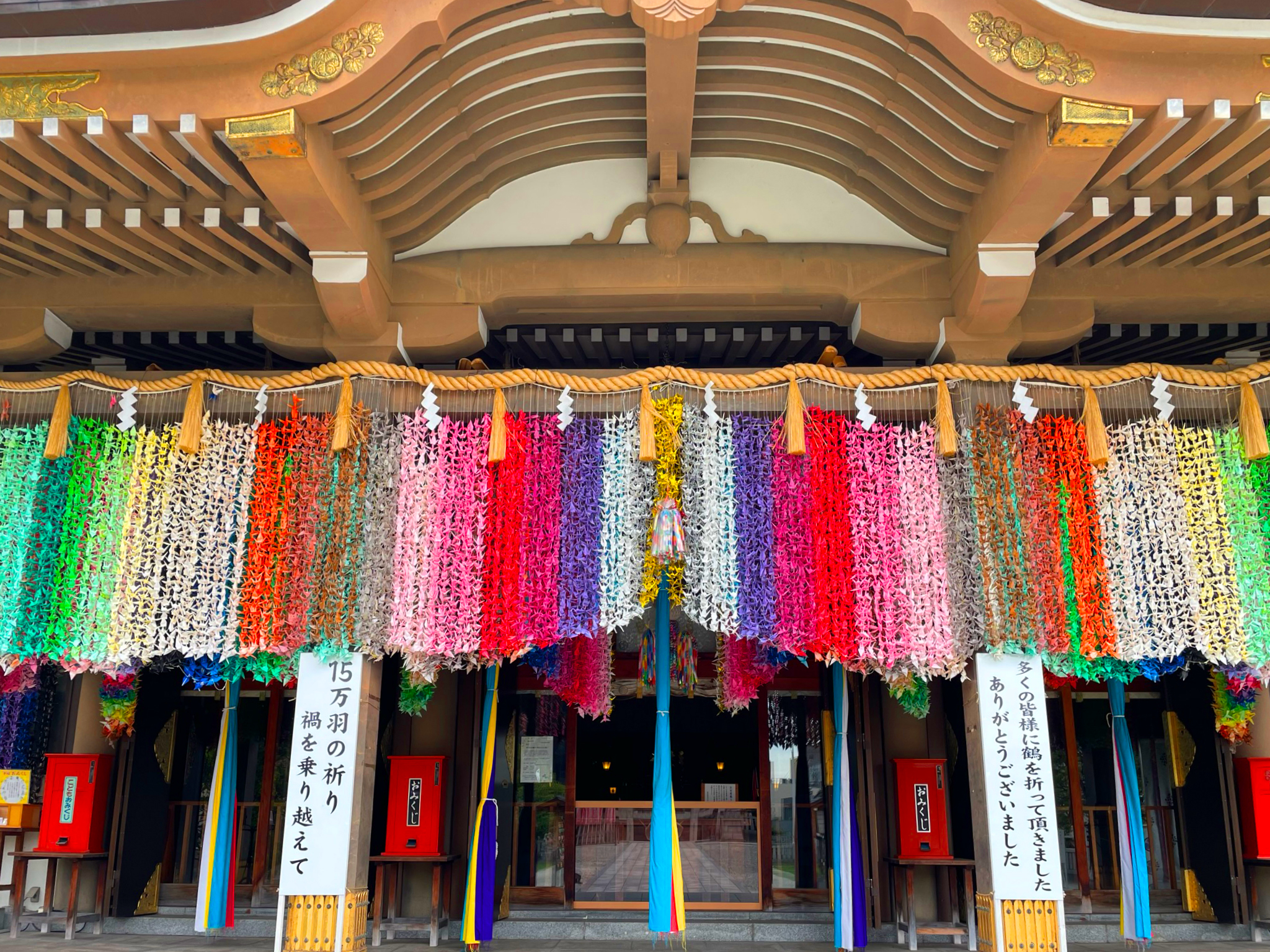
神社に奉納された千羽鶴
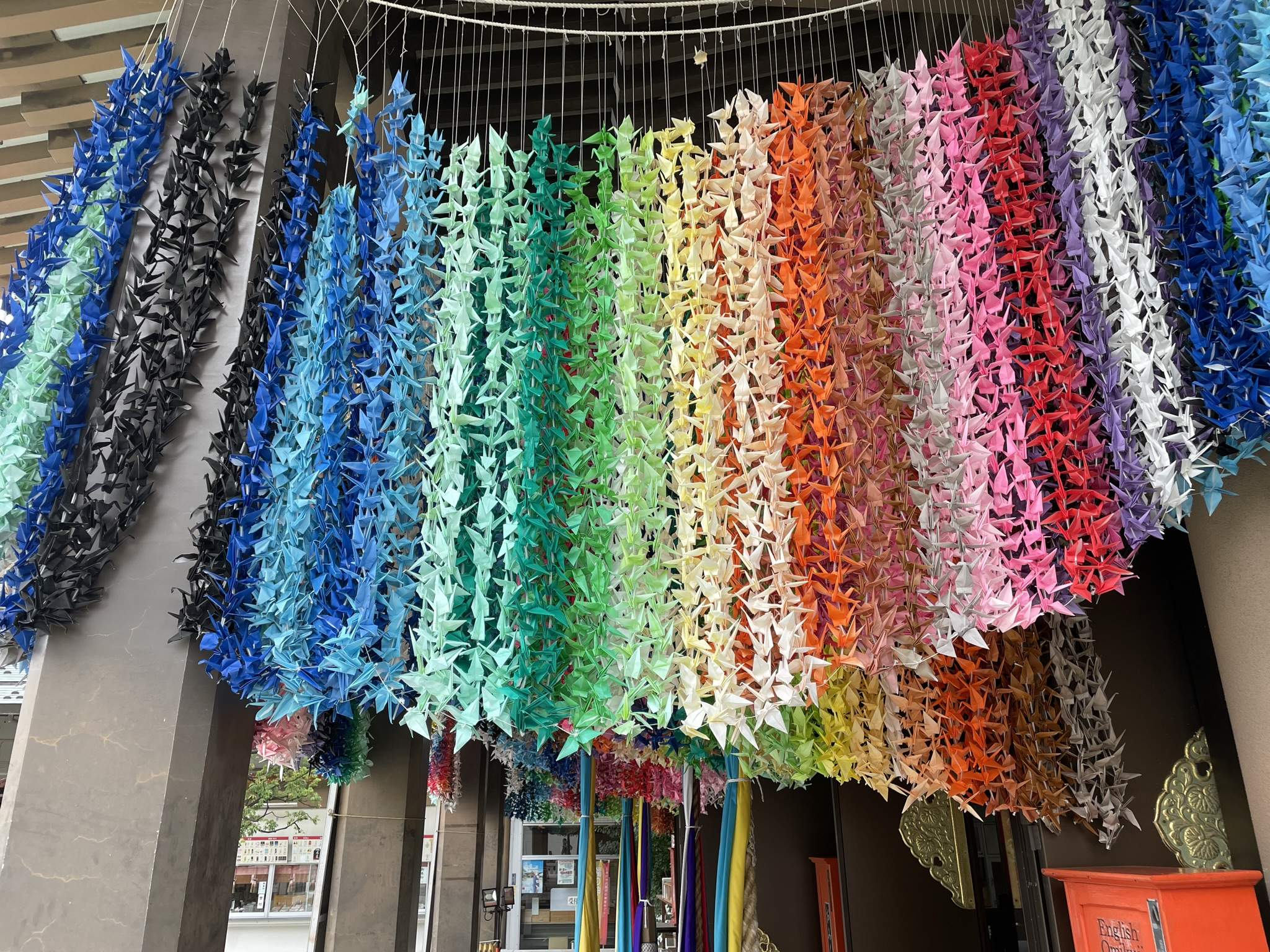
同

## 平和への祈り

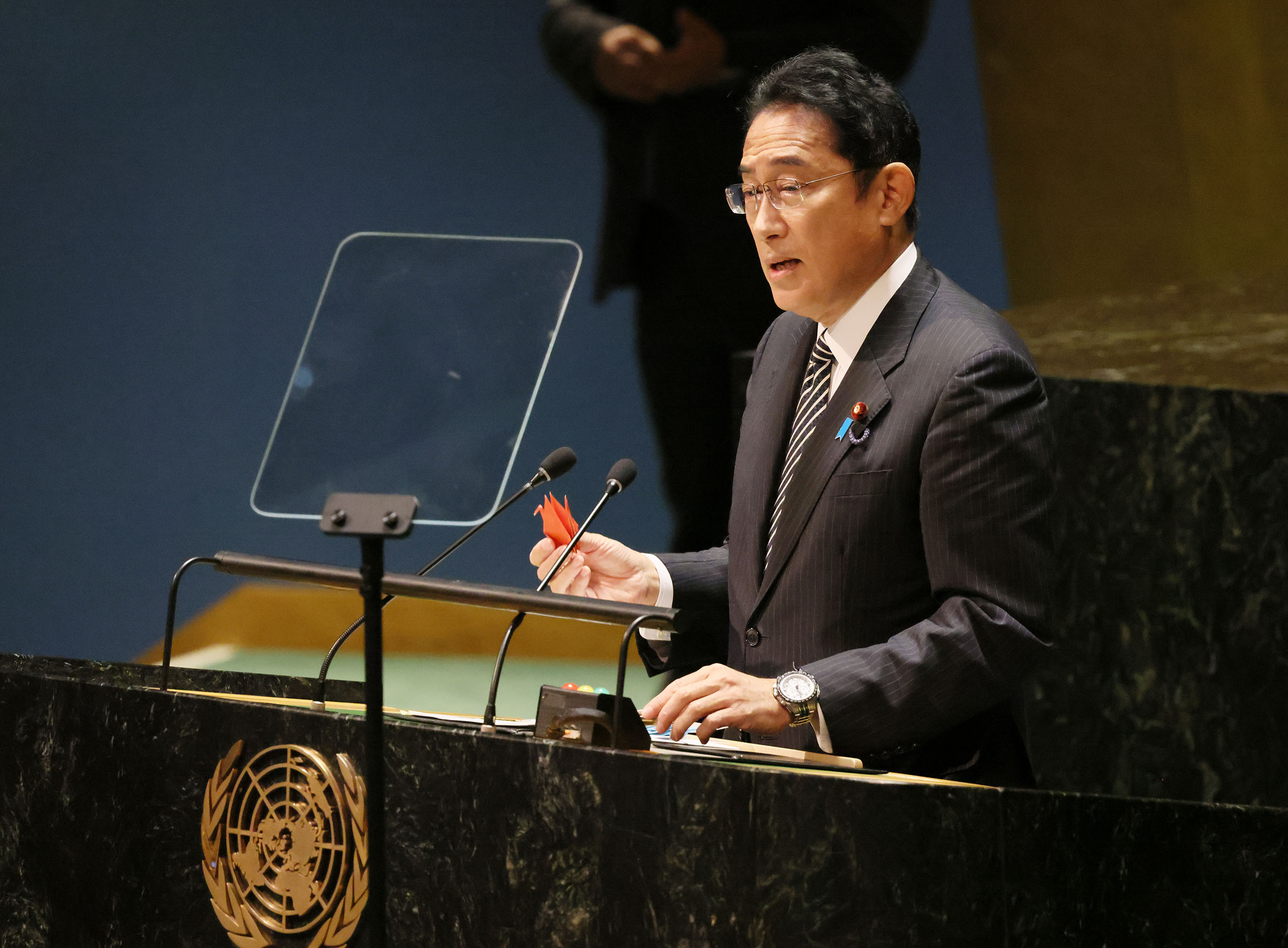
2022年、NPT再検討会議にて。岸田文雄首相（当時）は折鶴を手に平和を訴えた。

また広島市への原子爆弾投下により被爆し、後に白血病で死亡した佐々木禎子が、生前に病気の恢復を祈って折り鶴を折り続けたというエピソードも広く知られている。佐々木禎子のエピソードや千羽鶴・折り鶴はカルル・ブルックナーの"Sadako will leben"（サダコは生きる）やエレノア・コアの"Sadako and the Thousand Paper Cranes"（サダコと千羽鶴）によって広く英語圏にも知られることとなった。そのため千羽鶴は世界平和の象徴としてとらえられ、広島平和記念公園などに供えられている。また広島平和記念資料館には2016年に同地を訪問したアメリカのバラク・オバマ大統領が自ら折って持参した折り鶴がメッセージとともに展示されている。2017年には同大統領から長崎市にも折り鶴が贈られた。長崎の爆心地を中心に作られた平和公園には「折鶴の塔」がある。

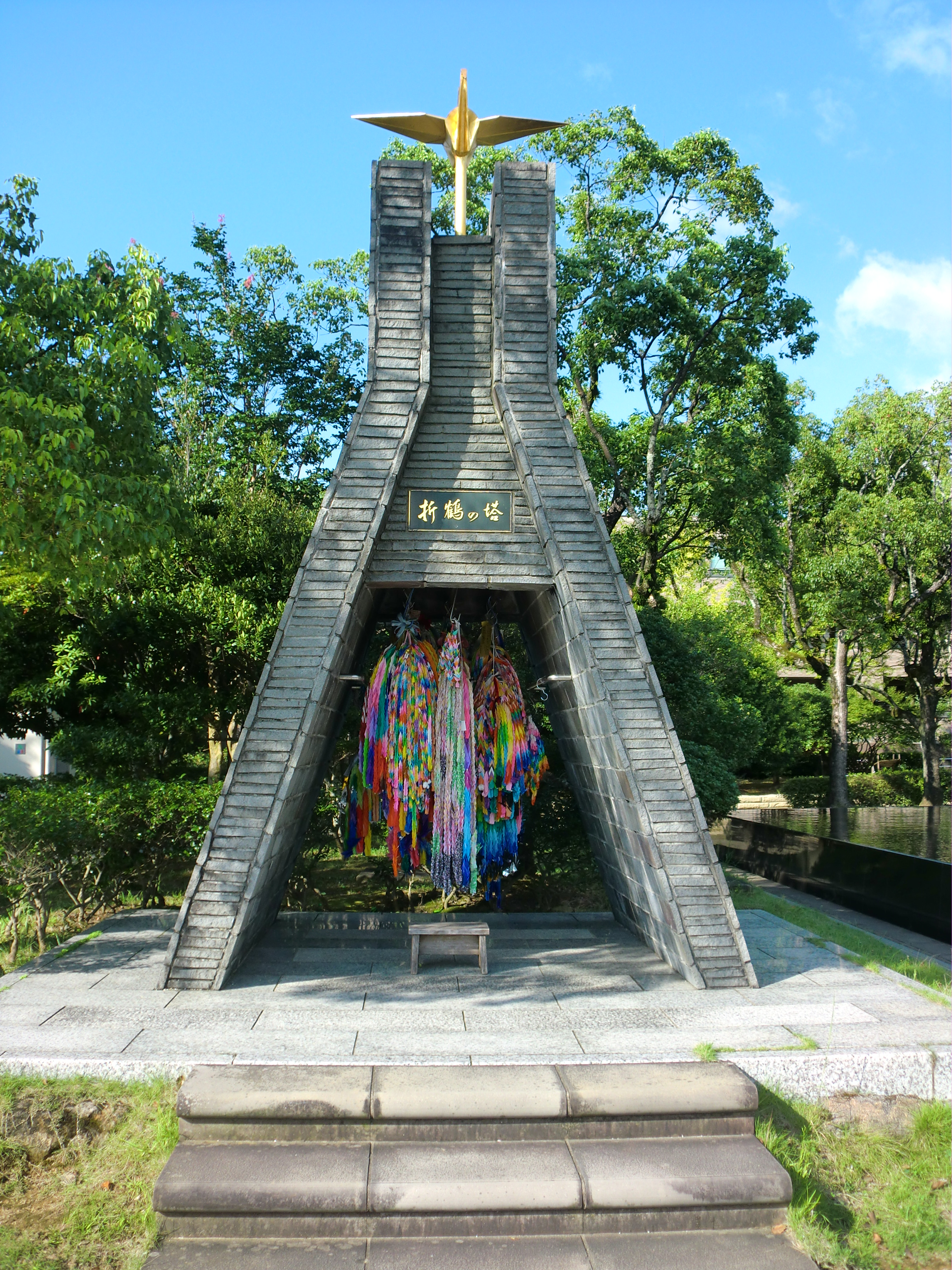
折鶴の塔
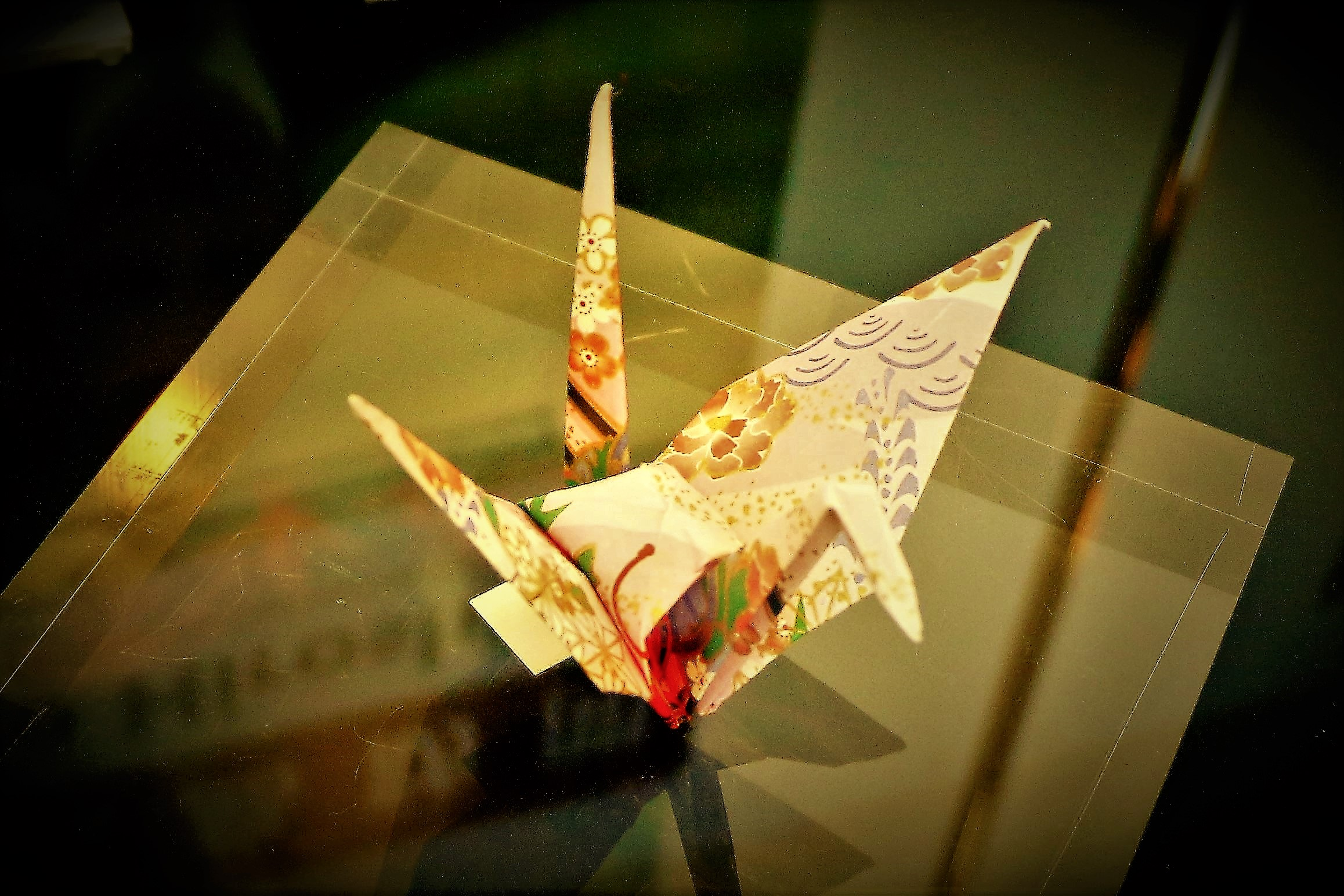
バラク・オバマ大統領が自ら折った折り鶴
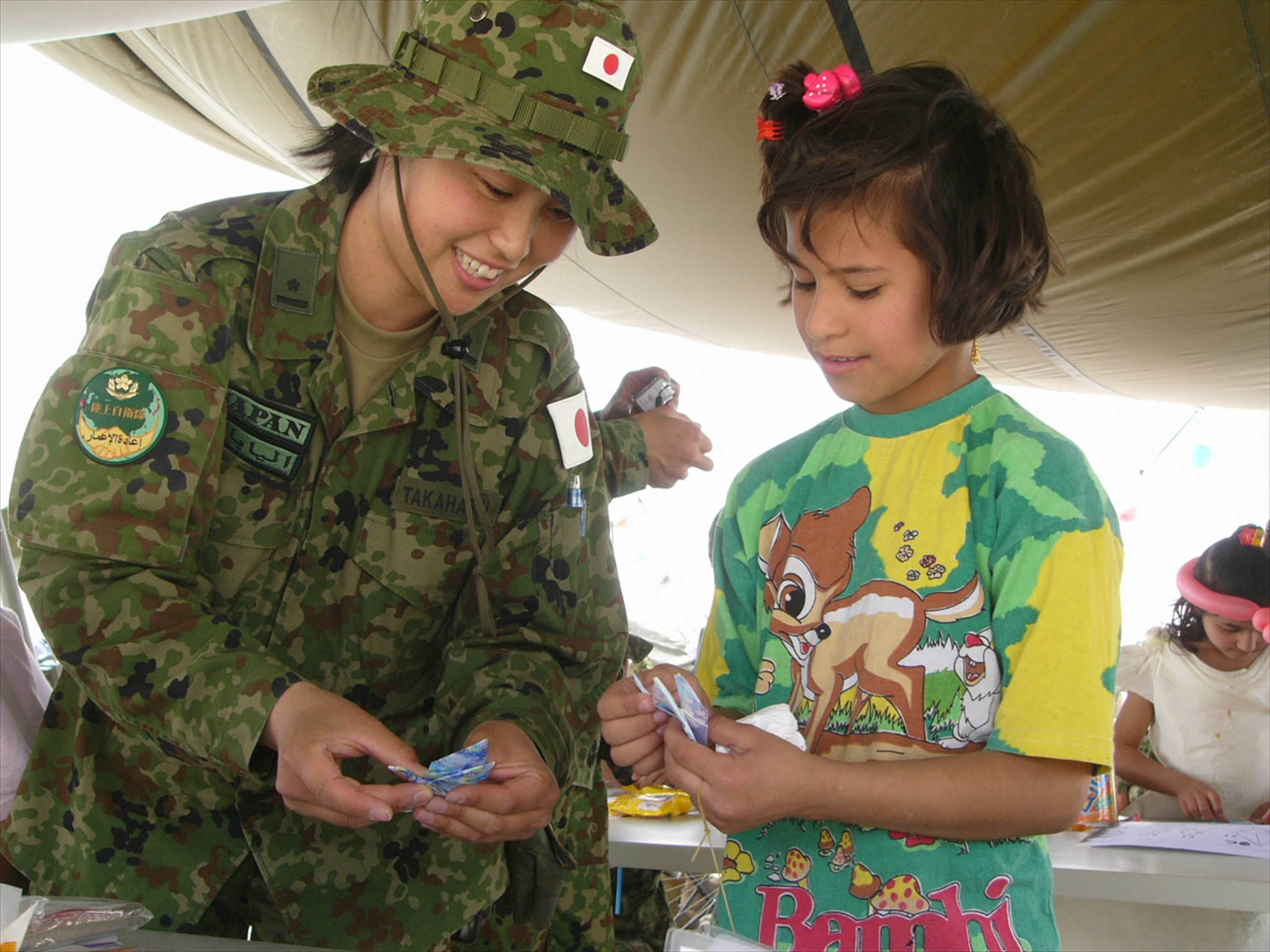
国際平和協力活動で子供に折り鶴を教える隊員

## 折鶴の折り方

折り鶴の折り方
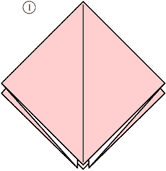
（1） 正方基本形から始める。
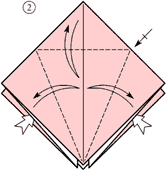
（2） 左右手前の一枚と上部に折り筋をつけて
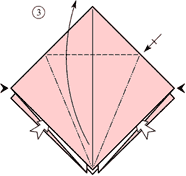
（3） 花弁折り。
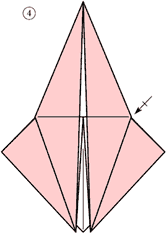
（4） 花弁折りした形。反対側も同様に花弁折りする。
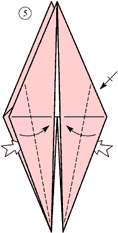
（5） 手前の一枚を中心線へ向けて折る。
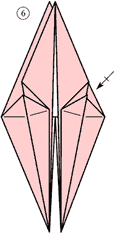
（6） 反対側も同様に。
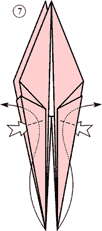
（7） 両側を中割り折り。
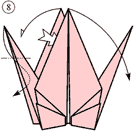
（8） 頭を中割り折り。羽を広げて
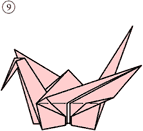
（9） 完成。
動画解説

## 色々な折り鶴

### 連鶴

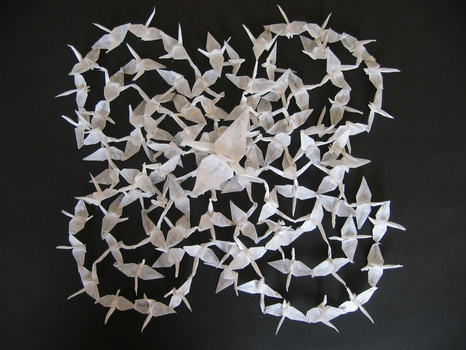
百鶴（秘伝千羽鶴折形より）

連鶴（れんづる、れんかく）は、折り紙の一種で、一枚の紙からつくられる数羽の連続した折鶴のこと。紙に切込みを入れて折る。折鶴同士のつなぎ目に負荷がかかり破けやすいため、折るには薄い和紙などが適している。連鶴という用語は、おそらく1990年代ごろから広まった。『秘伝千羽鶴折形』の名称からもわかるように、かつては連鶴のことを「千羽鶴」とよんでいた。
江戸時代の1797年に刊行された『秘伝千羽鶴折形（ひでんせんばづるおりかた）』では、49種類の連鶴の折り方が絵入りで書かれている。この書物は、現存する世界で最も古い遊技折り紙の書物であり、伊勢国桑名の長円寺11世住職、義道一円（ぎどういちえん、1762年 - 1834年、漢詩を書く際の号は魯縞庵（ろこうあん））によって作られた。この折りかたは現在でも「桑名の千羽鶴」として知られ、桑名市の無形文化財に指定されている。『秘伝千羽鶴折形』は吉澤章によって1957年に紹介され、広く知られることとなった。

### 変形折り鶴
一般には折鶴は正方形の紙から折ることが多いが、菱形や凧形の用紙などでも折ることができる。凧形の用紙から鶴を折ることは伏見康治により考案された。また正方形の紙から作る折り鶴であっても、鶴の頭と尾の部分の対称性を崩した鶴を折ることができる。この鶴は前川淳により考案された。このような折り鶴を変形折り鶴とよぶ。
変形折り鶴が折れる用紙の条件などはジャック・ジュスタン（Jacques Justin）、伏見康治、川崎敏和により研究された。川崎敏和による変形折り鶴の定理は以下の通りである。

### 金属板の折り鶴
銅板や真鍮板などの金属板から折り鶴を折ることができる。ただし一般的な紙の折り鶴とは折り方が異なり、作成には専門的技術が要求される。

## 記録

### 世界最大の折り鶴
2009年8月29、30日に、広島の市民団体「ピースピースプロジェクト」の呼び掛けで両翼81.94メートル、高さ36メートルの折鶴が作られた。広島修道大学の駐車場で学生ら約1,000人が協力しクレーンなどを使い折り上げ、ギネスブックに世界最大と認定された。

### 折り鶴の早折り
2010年11月30日、名古屋市西養護学校の米山裕一によって40分35秒で100個の折り鶴を折るギネス世界記録が達成された。ちなみに米山は5分間での早折りで13羽を折った記録でもギネス認定された。

## 楽曲
- 千葉紘子「折鶴」（作詞 安井かずみ、作曲 浜圭介）
- 梅原司平「折り鶴」

## 切手
- 1982年（昭和57年）8月23日発売　60円普通切手慶事用
- 1983年（昭和58年）11月22日発売　40円普通切手慶事用
- 1989年（平成元年）8月10日発売　41円と62円普通切手慶事用
- 1994年（平成6年）3月10日発売　50円と80円普通切手慶事用
  - すべて同一意匠で額面および刷色違い